# Leander Paes
Leander Paes (Calcutá, 17 de junho de 1973) foi um tenista indiano especialista em duplas. Como duplísta, já foi Número 1 do mundo e possui 55 títulos de duplas das séries ATP.
Paes Raramente disputa competições de simples, mesmo tendo ganho o título do ATP de Newport, nos EUA, em 1998 e a medalha de bronze nos Jogos Olímpicos de Verão de 1996, em Atlanta, nos EUA, após vencer o brasileiro Fernando Meligeni de virada. Já como Duplísta, ele é um exímio jogador, pois já conquistou 17 títulos de Grand Slams, sendo que 8 foram nas Duplas e 9 nas Duplas Mistas. Possui ainda 16 Vice-campeonatos de Grand Slams, onde 8 foram em Duplas e 8 em Duplas Mistas. Paes também já venceu 13 torneios Masters 1000. 
Quando tinha 38 anos, venceu o Australian Open de 2012. Assim, finalmente, Paes conquistou o único troféu de Grand Slam que faltava em sua fantástica carreira de duplísta. E para isso acontecer, ele se juntou ao tcheco Radek Stepanek e ambos mostraram incrível entrosamento durante o torneio, onde venceram na final a forte dupla formada pelos irmãos americanos Bob e Mike Bryan.
Por ter disputado 7 Jogos Olímpicos, Paes detém o recorde de tenista com maior número de participações olímpicas. A sua estreia ocorreu em Barcelona 1992, mas o melhor resultado obtido veio quatro anos depois, quando nos Jogos Olímpicos de Verão de 1996, em Atlanta, nos EUA, derrotou o brasileiro Fernando Meligeni na disputa pelo terceiro lugar e conquistou a medalha de bronze. Em Sydney 2000, foi escolhido como porta-bandeira da delegação indiana na cerimônia de abertura dos Jogos. Em Atenas 2004, dedicado exclusivamente à chave de duplas, terminou em quarto lugar ao lado de Mahesh Bhupathi, após ser derrotado pela dupla Mario Ančić e Ivan Ljubičić, da Croácia. Nos Jogos Olímpicos Pequim 2008 e Londres 2012, não passou das quartas de final. Já, nos Jogos do Rio de Janeiro 2016, foi eliminado precocemente ao ser batido pela dupla polonesa Łukasz Kubot e Marcin Matkowski na estreia.

## Grand Slam finais

### Duplas: 16 (8–8)
| Posição | Ano  | Campeonato        | Piso   | Parceiro        | Oponentes                     | Placar                         |
| ------- | ---- | ----------------- | ------ | --------------- | ----------------------------- | ------------------------------ |
| Vice    | 1999 | Australian Open   | Duro   | Mahesh Bhupathi | Jonas Björkman Patrick Rafter | 3–6, 6–4, 4–6, 7–6(12–10), 4–6 |
| Campeão | 1999 | Roland Garros     | Saibro | Mahesh Bhupathi | Goran Ivanišević Jeff Tarango | 6–2, 7–5                       |
| Campeão | 1999 | Wimbledon         | Grama  | Mahesh Bhupathi | Paul Haarhuis Jared Palmer    | 6–7(10–12), 6–3, 6–4, 7–6(7–4) |
| Vice    | 1999 | US Open           | Duro   | Mahesh Bhupathi | Sébastien Lareau Alex O'Brien | 6–7, 4–6                       |
| Campeão | 2001 | Roland Garros (2) | Saibro | Mahesh Bhupathi | Petr Pála Pavel Vízner        | 7–6, 6–3                       |
| Vice    | 2004 | US Open           | Duro   | David Rikl      | Mark Knowles Daniel Nestor    | 3–6, 3–6                       |
| Vice    | 2006 | Australian Open   | Duro   | Martin Damm     | Bob Bryan Mike Bryan          | 6–4, 3–6, 4–6                  |
| Campeão | 2006 | US Open           | Duro   | Martin Damm     | Jonas Björkman Max Mirnyi     | 6–7(5–7), 6–4, 6–3             |
| Vice    | 2008 | US Open           | Duro   | Lukáš Dlouhý    | Bob Bryan Mike Bryan          | 6–7(5–7), 6–7(10–12)           |
| Campeão | 2009 | Roland Garros (3) | Saibro | Lukáš Dlouhý    | Wesley Moodie Dick Norman     | 3–6, 6–3, 6–2                  |
| Campeão | 2009 | US Open (2)       | Duro   | Lukáš Dlouhý    | Mahesh Bhupathi Mark Knowles  | 3–6, 6–3, 6–2                  |
| Vice    | 2010 | Roland Garros     | Saibro | Lukáš Dlouhý    | Nenad Zimonjić Daniel Nestor  | 5–7, 2–6                       |
| Vice    | 2011 | Australian Open   | Duro   | Mahesh Bhupathi | Bob Bryan Mike Bryan          | 3–6, 4–6                       |
| Campeão | 2012 | Australian Open   | Duro   | Radek Štěpánek  | Bob Bryan Mike Bryan          | 7–6(7–1), 6–2                  |
| Vice    | 2012 | US Open           | Duro   | Radek Štěpánek  | Bob Bryan Mike Bryan          | 3–6, 4–6                       |
| Campeão | 2013 | US Open (3)       | Duro   | Radek Štěpánek  | Alexander Peya Bruno Soares   | 6–1, 6–3                       |

### Duplas Mistas: 17 (9–8)
| Posição | Ano  | Campeonato          | Piso   | Parceira            | Oponentes                            | Placar           |
| ------- | ---- | ------------------- | ------ | ------------------- | ------------------------------------ | ---------------- |
| Campeão | 1999 | Wimbledon           | Grama  | Lisa Raymond        | Anna Kournikova Jonas Björkman       | 6–4, 3–6, 6–3    |
| Vice    | 2001 | US Open             | Duro   | Lisa Raymond        | Rennae Stubbs Todd Woodbridge        | 6–4, 5–7, [11–9] |
| Campeão | 2003 | Australian Open     | Duro   | Martina Navrátilová | Eleni Daniilidou Todd Woodbridge     | 6–4, 7–5         |
| Campeão | 2003 | Wimbledon (2)       | Grama  | Martina Navrátilová | Anastasia Rodionova Andy Ram         | 6–3, 6–3         |
| Vice    | 2004 | Australian Open     | Duro   | Martina Navrátilová | Elena Bovina Nenad Zimonjić          | 6–1, 7–6         |
| Vice    | 2005 | Roland Garros       | Saibro | Martina Navrátilová | Daniela Hantuchová Fabrice Santoro   | 3–6, 6–3, 6–2    |
| Vice    | 2007 | US Open             | Duro   | Meghann Shaughnessy | Victoria Azarenka Max Mirnyi         | 6–4, 7–6(8–6)    |
| Campeão | 2008 | US Open             | Duro   | Cara Black          | Liezel Huber Jamie Murray            | 7–6, 6–4         |
| Vice    | 2009 | Wimbledon           | Grama  | Cara Black          | Anna-Lena Grönefeld Mark Knowles     | 7–5, 6–3         |
| Vice    | 2009 | US Open             | Duro   | Cara Black          | Carly Gullickson Travis Parrot       | 6–2, 6–4         |
| Campeão | 2010 | Australian Open (2) | Duro   | Cara Black          | Ekaterina Makarova Jaroslav Levinský | 7–5, 6–3         |
| Campeão | 2010 | Wimbledon (3)       | Grama  | Cara Black          | Lisa Raymond Wesley Moodie           | 6–4, 7–6         |
| Vice    | 2012 | Australian Open     | Duro   | Elena Vesnina       | Bethanie Mattek-Sands Horia Tecău    | 3–6, 7–5, [3–10] |
| Vice    | 2012 | Wimbledon           | Grama  | Elena Vesnina       | Lisa Raymond Mike Bryan              | 3–6, 7–5, 4–6    |
| Campeão | 2015 | Australian Open (3) | Duro   | Martina Hingis      | Kristina Mladenovic Daniel Nestor    | 6–4, 6–3         |
| Campeão | 2015 | Wimbledon (4)       | Grama  | Martina Hingis      | Tímea Babos Alexander Peya           | 6–1, 6–1         |
| Campeão | 2015 | US Open (2)         | Duro   | Martina Hingis      | Bethanie Mattek-Sands Sam Querrey    | 6–4, 3–6, [10-7] |

### Olimpíadas

#### Simples: 1 (1 bronze )
| Posição | Ano  | Campeonato | Piso | Oponente          | Placar        |
| ------- | ---- | ---------- | ---- | ----------------- | ------------- |
| Bronze  | 1996 | Atlanta    | Duro | Fernando Meligeni | 3–6, 6–2, 6–4 |

#### Duplas: Decisão do Bronze
| Posição  | Ano  | Campeonato | Piso | Parceiro        | Oponentes                 | Placar               |
| -------- | ---- | ---------- | ---- | --------------- | ------------------------- | -------------------- |
| 4° Lugar | 2004 | Atenas     | Duro | Mahesh Bhupathi | Mario Ančić Ivan Ljubičić | 6–7(5–7), 6–4, 14–16 |